# Arvydas Vaitkus
Arvydas Vaitkus (ur. 11 maja 1963 w Kłajpedzie) – litewski inżynier i polityk, były dyrektor generalny portu w Kłajpedzie, od 2023 mer Kłajpedy.

## Życiorys
W 1981 został absolwentem szkoły średniej w Kłajpedzie. Pięć lat później ukończył studia w Kowieńskim Instytutucie Politechnicznym, następnie kształcił się zaś w dziedzinie prawa w Akademii Prawa Ukraińskiej SRR w Charkowie. 
W latach 2000–2002 pracował jako dyrektor spółki „Fleet Engineering Center”. W 2002 przez krótki czas pełnił funkcję doradcy ministra komunikacji Litwy. Od 2002 do 2009 był sekretarzem w Ministerstwie Komunikacji Litwy, następnie zaś związał się ze spółką „Achema” (2009–2011). Pracował także jako konsultant w spółce „Lyrava” (2011–2012). Od 2013 do 2019 był dyrektorem generalnym portu w Kłajpedzie. 
W wyborach w 2019 po raz pierwszy uzyskał mandat radnego Kłajpedy, wybrany z listy Związku Rolników i Zielonych. Ubiegał się wówczas także o funkcję mera, jednak w drugiej turze przegrał z Vytautasem Grubliauskasem. W wyborach w 2023 został merem Kłajpedy z ramienia swego lokalnego komitetu. 
Żonaty, ma dwóch synów. 